# Karl Zöppritz (geograf)

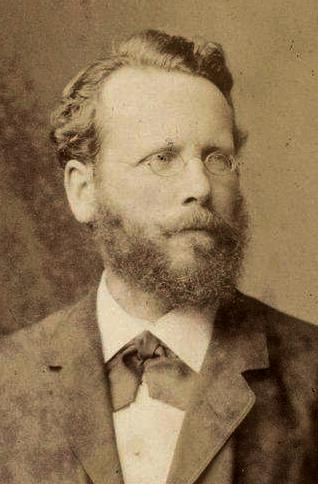
Karl Zöppritz.

Karl Jacob Zöppritz, född 14 april 1838 i Darmstadt, död 21 mars 1885 i Königsberg, var en tysk geograf och geofysiker.
Zöppritz blev 1867 professor i matematik och fysik i Giessen och 1880 professor i geografi i Königsberg. Han är främst känd för sitt påvisande av vindarnas betydelse för havsströmmarna och för sin handbok i kartprojektionslära, Leitfaden der Kartenentwurfslehre (Königsberg 1884, första delen av tredje upplagan utgiven av Alois Bludau 1912).